# 존 화이팅
존 화이팅(영어: John Robert Whiting, 1917년 11월 15일 ~ 1963년 6월 16일)은 영국의 극작가 겸 배우다.
왕립연극학교에서 수학하고 몇 년간 배우를 하다가 극작을 시작하여 <성자의 날>(1949)로 데뷔했다. 죽음에 쫓기는 매우 강렬하고 상징적인 연극으로 51년 예술원 희곡상을 탔다. '아트 시어터'에서 공연되었을 때는 굉장한 물의를 일으키기도 했다. 다음 작품은 환상적 희극 <노래 한 곡조에 한 푼>, 정치적·개인적인 이유로 인한 자살의 문제를 다룬 <행진곡>(1954)을 쓰고 잠시 극계를 떠났다가 <악마들>(1961)로 복귀했다. 그 밖에 <아니 왜> <동의의 조건>이 있다.